# Homo neanderthalensis
Omul de Neanderthal (Homo neanderthalensis sau Homo sapiens neanderthalensis) este o specie sau subspecie extinctă de oameni arhaici din genul Homo, care a locuit în Eurasia de acum aproximativ 430.000 de ani până acum aproximativ 40.000 de ani.
Cauzele dispariției lor încă nu sunt complet înțelese, însă este posibil ca o combinație de număr redus de populație, endogamia, și deriva genetică a dus într-un final la extincția speciei. Alți oameni de știință au propus factori precum incapacitatea de a ține pasul cu Homo Sapiens, asimilarea în genomul uman, schimbări climatice și boli. Cel mai probabil dispariția neanderthalilor a fost o combinație din acești factori.
În prezent, primele fosile ale Neanderthalilor din Europa sunt datate între 450.000 și 430.000 de ani în urmă, iar ulterior, Neanderthalienii s-au extins în Asia de Sud-Vest și Centrală. Sunt cunoscuți din numeroase fosile, precum și din ansamblurile de unelte din piatră. Specimenul tip este Neanderthal 1, găsit în Valea Neander din Renania Germană, în 1856.
În comparație cu oamenii moderni, Neanderthalii erau mai robuști, aveau picioarele mai scurte și corpurile mai mari. În conformitate cu regula lui Bergmann, precum și cu regula lui Allen, aceasta a fost probabil o adaptare pentru a păstra căldura în climatele reci. Neanderthalii masculi și femele aveau capacități craniene în medie de 1.600 cm3 și, respectiv, 1.300 cm3, în intervalul valorilor pentru oamenii moderni anatomic. Înălțimea medie la bărbații era în jur de 164 până la 168 cm și la femei 152-156 cm.
Au existat dovezi crescânde pentru amestecul dintre Neanderthalieni și oamenii moderni din punct de vedere anatomic, reflectate în genomurile tuturor populațiilor moderne non-africane, dar nu și în genomurile majorității africanilor subsaharieni. Se estimează că proporția de descendență derivată din Neanderthal este de aproximativ 1-4% din genomul modern eurasiatic. Acest lucru sugerează că o anumită întrepătrundere între Neanderthali și oameni moderni anatomic a avut loc după ultima migrație „out of Africa”, în urmă cu aproximativ 70.000 de ani.
Descoperiri arheologice atestă faptul că de acum 120.000 de ani încoace, grupe de Neanderthali au avut înclinații spre canibalism, fie ca ritual, fie ca rezultat al foamei.

## Nume și clasificare
Neanderthalii sunt numiți după unul dintre primele situri unde au fost descoperite fosilele lor, la mijlocul secolului al XIX-lea, în Valea Neander, la est de Düsseldorf, la acea vreme în provincia Rin a Regatului Prusiei (în prezent Renania de Nord-Westfalia, Germania). În lună august 1856 în timpul exploatării carierei în această vale, lucrătorii au pătruns printr-o deschizătură în peștera Feldhofer. Acolo au găsit oase și o calotă craniană, pe care le-au predat lui Johann Carl Fuhlrott, un profesor din Elberfeld care era pasionat de istorie naturală.
Printr-o fericită coincidență, toponimul Neandertal înseamnă „valea omului nou”. Valea a fost numită după poetul și compozitorul Joachim Neander, Neander fiind forma elenizată a germanului Neumann ("om nou"), nume care fusese schimbat de bunicul lui Joachim într-o vreme în care traducerea în greacă a numelui de familie era o modă în rândul intelectualilor germani. Ortografia germană a Thal („Vale”) era actuală în secolul al XIX-lea (astăzi este Tal). Lui Joachim Neander, autor de cântece religioase încă populare în protestantismul german, i-a plăcut să-și caute inspirația în această vale, cândva idilică.
Cum, la vremea respectivă, numele văii era încă scris Neanderthal, omul care a fost descoperit acolo a primit numele latin de Homo neanderthalensis. Cea mai comună formă în limba română este Omul de Neanderthal chiar daca uneori se găsesc și formele Omul de Neandertal, Neandertal sau Neanderthal.
Fuhlrott a înțeles rapid interesul descoperirii și a mers la fața locului pentru a încerca să descopere alte oase sau vestigii asociate acestora. El își dă seama că acestea sunt oase străvechi, dar mai ales, incredibil de primitive, care corespund unui om nou de „conformație naturală până acum necunoscută”. ·  Omul de Neanderthal este într-adevăr primul om fosil distinct de Homo sapiens iar el este descoperit înainte de Cro-Magnon (1868). Însăși ideea că o specie de om distinctă de a noastră a existat în trecut (și a dispărut) era deosebit de dificil de admis în acea perioadă. Charles Darwin a publicat Originea speciilor prin selecție naturală abia în 1859 și el a extins în mod explicit teoria sa la om abia în 1871 în "Filiația omului și selecția de gen".

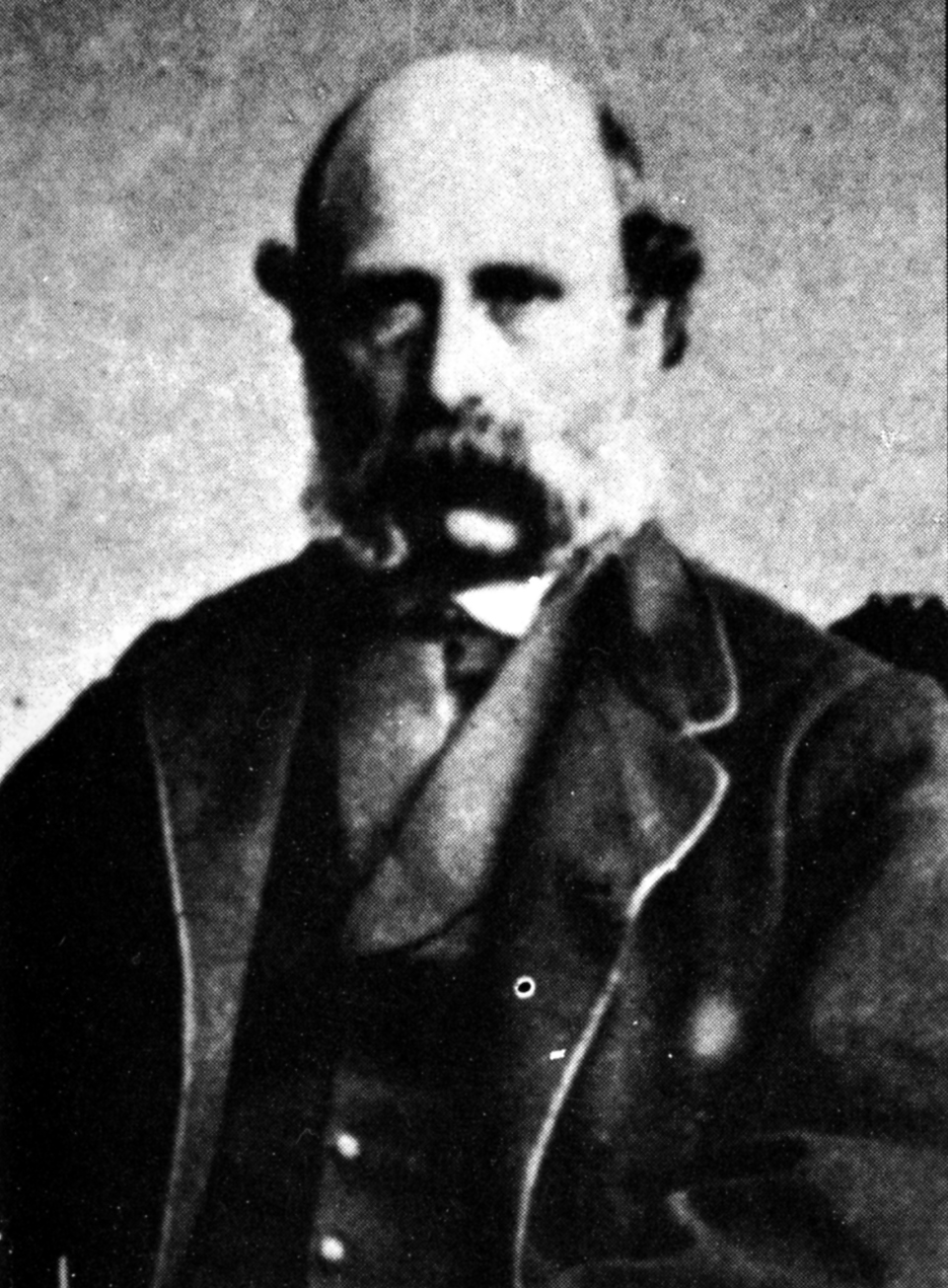
Profesorul William King care a propus numele Homo neanderthalensis

Neanderthal 1 a fost cunoscut sub numele de „craniul Neanderthal” în literatura antropologică, iar individul reconstituit pe baza craniului a fost numit ocazional „Omul de Neanderthal”. Numele binomial Homo neanderthalensis - extinderea numelui „Omul de Neanderthal” de la specimenul tip la întregul grup - a fost propusă pentru prima dată de geologul anglo-irlandez William King într-o lucrare citită Asociației Britanice în 1863, deși în anul următor, el a declarat că specimenul nu este uman și a respins numele. Numele lui King a avut prioritate față de propunerea înaintată în 1866 de Ernst Haeckel, Homo stupidus.
Încă de la descoperirea fosilelor neandertale, opinia experților a fost împărțită cu privire la faptul dacă Neanderthalii trebuie considerați o specie separată (Homo neanderthalensis) sau o subspecie (Homo sapiens neanderthalensis) în raport cu oamenii moderni. Pääbo (2014) a descris aceste „războaie taxonomice” ca fiind de nerezolvat în principiu, „deoarece nu există o definiție a speciilor care să descrie perfect cazul”. Experții care preferă clasificarea Neanderthalilor ca subspecie au introdus denumirea subspeciei Homo sapiens sapiens pentru populația Cro-Magnon care a locuit în Europa în același timp cu Neanderthalii, în timp ce experții care preferă clasificarea ca specie separată folosesc Homo sapiens ca echivalent cu „om modern din punct de vedere anatomic“.

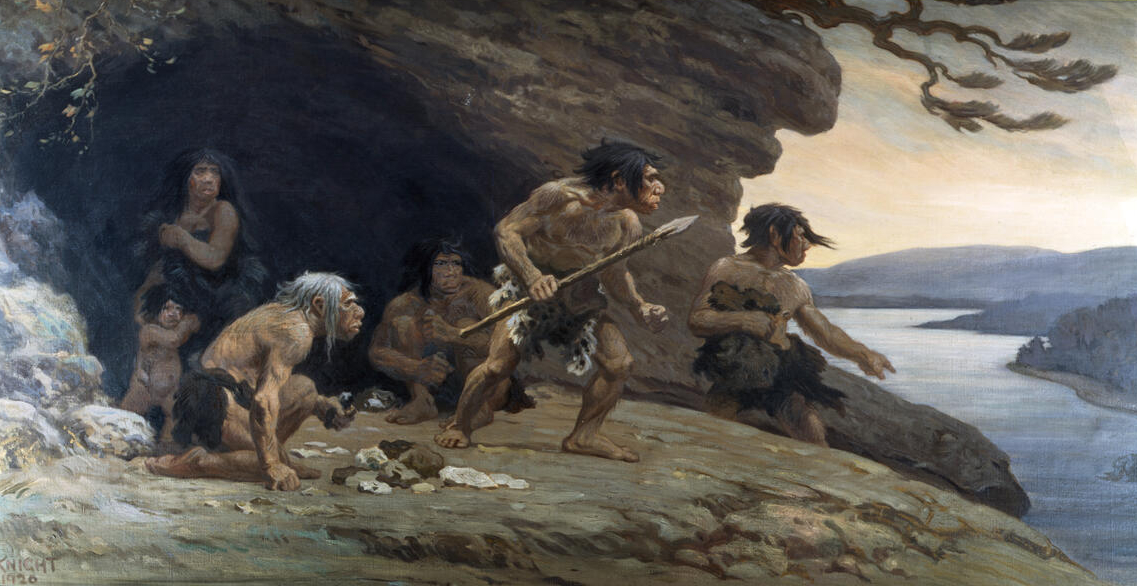
Reconstituire Homo neanderthalensis

În ciuda diferențelor importante cu oamenii moderni, Fuhlrott recunoaște oasele umane în descoperirile sale și le transmite lui Hermann Schaaffhausen pentru examinări suplimentare. Acesta din urmă prezintă primele sale concluzii în 1857. El consideră că oasele datează dintr-o perioadă anterioară celților și germanilor și sunt ale unui individ care aparține uneia dintre rasele sălbatice din nord-vestul Europei despre care vorbesc autorii latini. Nu toți cercetătorii acceptă această interpretare: pentru unii, oasele aparțineau unui gen diferit de al nostru, probabil mai aproape de maimuță; pentru alții oasele se referă la un individ patologic sau lovit de cretinism; alții evocă chiar un cazac care a părăsit armatele rusești în 1814.
La începutului secolului XX viziunea predominantă era tendința de a exagera diferențele anatomice dintre Neanderthali și Cro-Magnon. Începând cu anii 1930, reconstrucțiile revizuite ale Neanderthalilor au accentuat din ce în ce mai mult similitudinea decât diferențele față de oamenii moderni. Din anii ’40 până în anii ’70, a fost din ce în ce mai comună utilizarea clasificării subspeciei de Homo sapiens neanderthalensis vs. Homo sapiens sapiens. Ipoteza „originii multiregionale” a omului modern a fost formulată în anii ’80 pe astfel de motive, argumentând prezența unei succesiuni neîntrerupte a siturilor fosile atât în Europa cât și în Asia. Hibridizarea dintre Neanderthali și Cro Magnon a fost sugerată pe motive care țineau de schelet încă de la începutul secolului XX, și a găsit un sprijin din ce în ce mai mare spre sfârșitul secolului XX, până când, în anii 2010 s-a descoperit în genomul  populațiilor moderne amestecul de Neanderthal.

## Evoluție
Inițial s-a crezut că atât Neanderthalii, cât și oamenii moderni anatomic au evoluat din Homo erectus acum 300.000-200.000 de ani în urmă. H. erectus a apărut în urmă cu aproximativ 1,8 milioane de ani și a fost mult timp prezent în diferite subspecii din întreaga Eurasie. Timpul de divergență dintre Neanderthal și Homo sapiens arhaic este estimat a fi între 800.000-400.000 de ani în urmă. 
Mult timp s-a crezut că Homo heidelbergensis, datat 600.000-300.000 de ani în urmă, este un candidat probabil pentru ultimul strămoș comun al Neanderthalienilor și al liniilor umane moderne. 
Cu toate acestea, dovezile genetice ale fosilelor de la Sima de los Huesos publicate în 2016 par să sugereze că H. heidelbergensis în ansamblul său ar trebui inclus în linia neanderthală, ca „pre-neanderthal” sau „neanderthal timpuriu”, iar timpul de divergență dintre Neanderthal și liniile moderne au fost împinse înapoi, până înainte de apariția lui H. heidelbergensis, până acum aproximativ 600.000-800.000 de ani, vârsta aproximativă a lui Homo antecessor.
Distincția taxonomică dintre H. heidelbergensis și Neanderthali se datorează mai ales unui decalaj fosil în Europa de acum 300.000-243.000 de ani în urmă. Prin convenție, "Neanderthalii" sunt fosile datate după acest decalaj. Calitatea înregistrărilor fosile crește mult de la 130.000 de ani în urmă. Specimene mai tinere decât această dată alcătuiesc cea mai mare parte a scheletelor neandertale cunoscute și au fost primele a căror anatomie a fost studiată în mod cuprinzător. În studiile morfologice, termenul „Neanderthal clasic” poate fi utilizat într-un sens mai restrâns pentru Neanderthalii cu vârsta mai mică de 71.000 de ani.

## Habitat și rază de acțiune

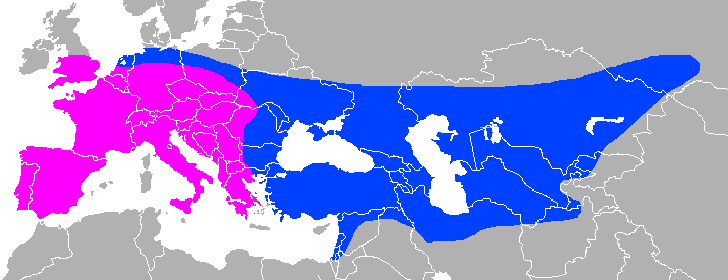
Zona aproximativă a habitatului Omului de Neanderthal; intervalul pre-neanderthal și neanderthal timpuriu (în mov), târziu (în albastru).

Neanderthalii timpurii, care au trăit înaintea interglaciarelor Eemiene (130.000 de ani în urmă), sunt slab cunoscuți și provin în mare parte din siturile europene. De la 130.000 de ani încoace, calitatea înregistrărilor fosilelor crește puternic. De atunci, rămășițe de Neanderthal s-au găsit în Europa de Vest, Centrală, de Est și Mediterană precum și în Asia de Sud-Vest, Centrală și de Nord până la Munții Altai din Siberia. Nici un Neanderthal nu a fost găsit vreodată la sud de 30°N (Shuqba, Levant) sau la est de 85°E (Denisova, Siberia).
Limita gamei lor nordice pare să fi fost la sud de 53 °N (Bontnewydd, Țara Galilor), deși este dificil de evaluat, deoarece avansul glaciar distruge majoritatea resturilor umane. Artefacte din Paleoliticul mijlociu au fost găsite până la 60 °N pe câmpiile rusești.
Mărimea populației efective neandertale a fost estimată la aproape 15.000 de indivizi (corespunzând unei populații totale de aproximativ 150.000 de indivizi), care trăiau în grupuri mici și izolate. Analiza ADN-ului genomic din trei locații sugerează că în urmă cu aproximativ 120.000 de ani existau populații neanderthale distincte genetic în Europa de Vest și Siberia. Specimene ulterioare arată că populația vestică nu numai că încă popula Europa până acum 40.000 de ani, dar s-a răspândit și la est, fiind prezentă în Siberia.

## Anatomie

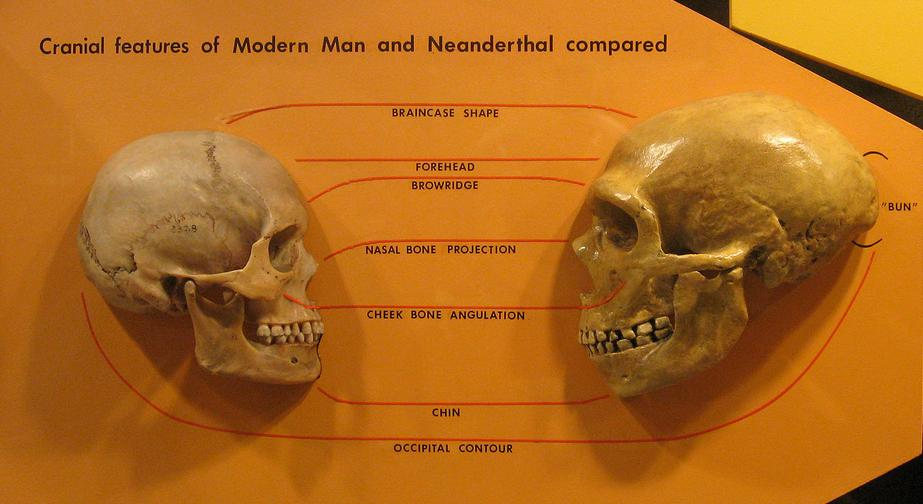
Comparație anatomică a craniilor de Homo sapiens (Oase 1, stânga) și Homo neanderthalensis (dreapta)
Caracteristicile comparate sunt: forma creierului, fruntea, sprânceana, proiecția oaselor nazale, angulația oaselor obrazului, bărbia și conturul occipital.

Anatomia neanderthală s-a diferențiat de cea a oamenilor moderni, prin faptul că au o construcție mai robustă și caracteristici morfologice distinctive, în special legate de craniu, care a acumulat treptat mai multe aspecte derivate, în special în anumite regiuni geografice izolate. Printre diferențe se includ: brațe și picioare mai scurte, o cutie toracică mai largă, în formă de butoi, bărbia redusă, fruntea teșită și un nas mare.
Craniul de neanderthal este, de obicei, mai alungit și mai puțin globular decât cel al oamenilor moderni anatomic și prezintă un torus occipital și fosă suprainiacă. Variantele de ADN Neandertal moștenite pot influența subtil forma craniului persoanelor vii.
Neanderthalii erau mult mai puternici decât oamenii moderni, având brațele și mâinile deosebit de puternice, în timp ce erau comparabile cu înălțime; pe baza a 45 de oase lungi de la 14 bărbați și 7 femei, trei metode diferite de estimare a înălțimii au prezentat o înălțime medie pentru bărbații de Neanderthal între 164 și 168 cm și 152 până la 156 cm pentru femei. Mostre de la 26 de specimene au găsit o greutate medie de 77,6 kg pentru bărbați și 66,4 kg pentru femei.
Neanderthalii sunt cunoscuți pentru capacitatea lor cranială mare, care la 1.600 cm3 este mai mare în medie decât cea a oamenilor moderni. Un studiu a descoperit că drenarea sinusurilor venoase durale în regiunea lobului occipital din creierul neanderthal apare mai asimetric decât la celelalte creiere hominide. Reconstrucții tridimensionale asistate de calculator a copiilor de neandertal bazate pe fosile din Rusia și Siria au indicat că dimensiunea creierul neanderthal și a omului modern este aceeași la naștere, dar că, până la vârsta adultă, creierul neanderthal devine mai mare decât creierul uman modern. Ei au avut aproape același grad de encefalizare (adică raport creier-corp) ca și la oamenii moderni.
Reconstrucțiile tridimensionale ale cavităților nazale și tehnicile de mecanica fluidelor computerizată au descoperit că Neanderthalii și oamenii moderni și-au adaptat nasul (independent și într-un mod convergent) pentru a ajuta respirația în condiții reci și uscate. Nasul mare văzut la Neanderthalieni, precum și la Homo heidelbergensis, au afectat forma craniului și mușchilor și au dat o forță de mușcătură mai slabă decât la oamenii moderni. Orbitele oculare mari și zone mai mari ale creierului dedicate vederii sugerează că vederea Neanderthalilor ar fi putut fi mai bună decât cea a oamenilor moderni. Resturile dentare din două site-uri italiene indică faptul că trăsăturile dentare neandertale au evoluat cu aproximativ 450.000 de ani în urmă, în epoca Pleistocenului mijlociu.
În peștera Pontnewydd din Țara Galilor au fost descoperiți 19 dinți de copii și adulți Neanderthal datați la o vechime de 230.000 de ani. Dinții prezintă o caracteristică numită taurodontism, molarii neavând două rădăcini atât de distincte ca la oamenii moderni, ci ocupă un spațiu mare și nedivizat sub linia gingiei; în cazul oamenilor moderni taurodontimul este rar și este considerta anomalie. 
Este posibil ca picioarele mai scurte și, în general, proporțiile mai scurte de corp ale neanderthalienilor să fi fost o adaptare la clima mai rece. În comparație cu oamenii moderni, neanderthalii au fost mai potriviți pentru activități de sprint mai degrabă decât de alergare de anduranță, mai potrivit pentru păduri, care par să fi fost mediul lor preferat. Dovezile genomice indică, probabil, o proporție mai mare de fibre musculare cu acțiune rapidă la Neanderthal. Dovada sugerează că neanderthalii au mers în poziție verticală la fel ca oamenii moderni.

## Comportament

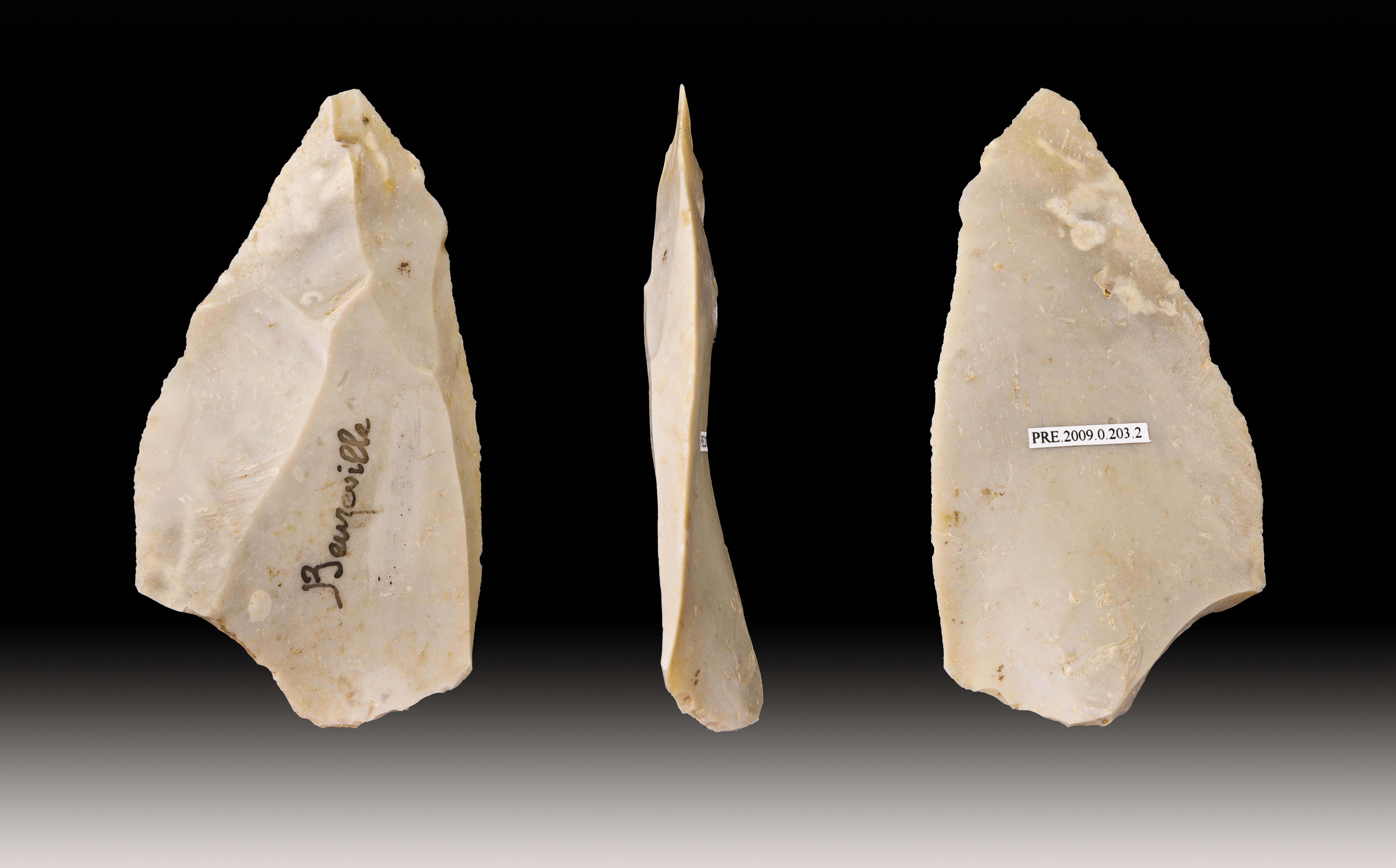
Unelte realizate prin tehnica Levallois – Beuzeville, Franța

Neanderthalii au făurit unelte de piatră, au folosit focul, și au fost vânători. Multă vreme s-a dezbătut dacă Neanderthalii au fost vânători sau se hrăneau cu animale moarte, însă descoperirea sulițelor de lemn Schöningen din Germania a ajutat la soluționarea dezbaterii în favoarea vânătorii. Cele mai multe dovezi disponibile sugerează că erau prădători de vârf, și se hrăneau cu căprioară roșie, ren, ibex, mistreț, bour și, ocazional, mamut, elefanți cu colți-drepți și rinoceri. Se pare că ocazional foloseau legume ca hrană, lucru dezvăluit prin analiza izotopică a dinților și studiul coproliților (fecalele fosilizate). Analiză dentară a specimenelor din Spy, Belgia și El Sidrón, Spania a sugerat că acești Neanderthali aveau o dietă largă, nu există dovezi că neanderthalii din El Sidrón erau carnivori ci mâncau „un amestec de mușchi de pădure, semințe de pin și o ciupercă cunoscută sub numele de bureți de mătreață”. Totuși, studiile izotopice ale neanderthalilor din două situri franceze au arătat profiluri similare cu alte carnivore, ceea ce sugerează că aceste populații ar fi putut mânca carne. Scheletul de Neanderthal sugerează că ei consumau cu 100 până la 350 kcal mai mult pe zi decât bărbații moderni de 68,5 kg sau femei moderne de 59,2 kg.

Mărimea și distribuția siturilor neandertale, împreună cu dovezi genetice, sugerează că neanderthalii au trăit în grupuri mult mai mici și mai puțin distribuite decât Homo sapiens modern. Oasele a doisprezece neanderthali au fost descoperite în peștera El Sidrón din nord-vestul Spaniei. Se crede că a fost un grup ucis și măcelărit acum aproximativ 50.000 de ani. Analiza ADNmt a arătat că cei trei bărbați adulți aparțineau aceleiași linii materne, în timp ce, cele trei femele adulte aparțineau unor linii diferite. Acest lucru sugerează o structură socială în care bărbații au rămas în același grup social și femeile „s-au căsătorit”.
Oasele grupului El Sidrón prezintă semne de descarnare, ceea ce sugerează că au fost victime ale canibalismului. Scheletul St. Césaire 1 de la La Roche à Pierrot, Franța, a arătat o fractură vindecată pe partea superioară a craniului, aparent cauzată de o rană profundă de lamă, sugerând o violență interpersonală. Shanidar 3, un bărbat adult datat Paleoliticul mijlociu târziu, s-a dovedit că are o leziune caracteristică rănilor provocte de arme proiectile, pe care unii antropologi le consideră dovezi pentru conflictul dintre specii.
Neanderthalii au suferit o rată ridicată de leziuni traumatice, se estimează că aproximativ 79% din specimene prezintă dovezi de traumatisme majore vindecate. Astfel, s-a teoretizat că neanderthalii au folosit o strategie de vânătoare mai riscantă și posibil mai puțin sofisticată. Cu toate acestea, ratele de traumatism cranian nu sunt semnificativ diferite între mostrele umane neandertale și ale omlului modern din paleoliticul mijlociu. Ambele populații au avut grijă în mod evident de răniți și aveau un anumit grad de cunoștințe medicale.
Mult timp s-a crezut că un adeziv (gudron de scoarță de mesteacăn) realizat de neanderthali trebuia să urmeze o rețetă complexă și că Omul de Neanderthal arăta astfel abilități cognitive complexe și transmitere culturală. Un studiu din 2019 a arătat însă că producția de gudron de mesteacăn poate fi un proces foarte simplu, implicând doar arderea scoarței de mesteacăn lângă suprafețe verticale netede în condiții de aer liber.
Afirmațiile că Neanderthalii și-au îngropat în mod deliberat morții și, dacă au făcut-o, aceste înmormântări au vreun sens simbolic, sunt puternic contestate. Dezbaterea privind înmormântările neanderthale deliberate a devenit activă începând cu descoperirea din 1908 a scheletului Chapelle-aux-Saints 1, bine conservat într-o mică gaură dintr-o peșteră din sud-vestul Franței. În cea mai recentă versiune a acestei controverse, o echipă de cercetători francezi a reinvestigat peștera Chapelle-aux-Saints și, în ianuarie 2014, a reafirmat că exemplarul de Neanderthal din 1908 a fost înmormântat în mod deliberat, iar acest lucru a fost la rândul său puternic criticat.
João Zilhão, profesor la Universitatea din Lisabona, a spus că oamenii de Neanderthal aveau capacitatea de a folosi simboluri și de a gândi abstract, pe baza peșterilor din Spania.
Dovada existenței probabile a neanderthalilor în Cefalonia și Zakynthos și descoperirea artefactelor paleolitice timpurii din Creta pot sugera că neanderthalii foloseau bărci și stăpâneau navigația.